# Cora Westland
Cora Westland (nascida em 28 de outubro de 1962) é uma ex-ciclista profissional holandesa. Conquistou uma medalha de ouro no Campeonato Mundial de Estrada em 1990 no contrarrelógio por equipes e uma prata na mesma prova em 1991. Disputou os Jogos Olímpicos de Verão de 1988 na prova de estrada (individual), terminando na 46ª posição.